# Aleja Snajperów

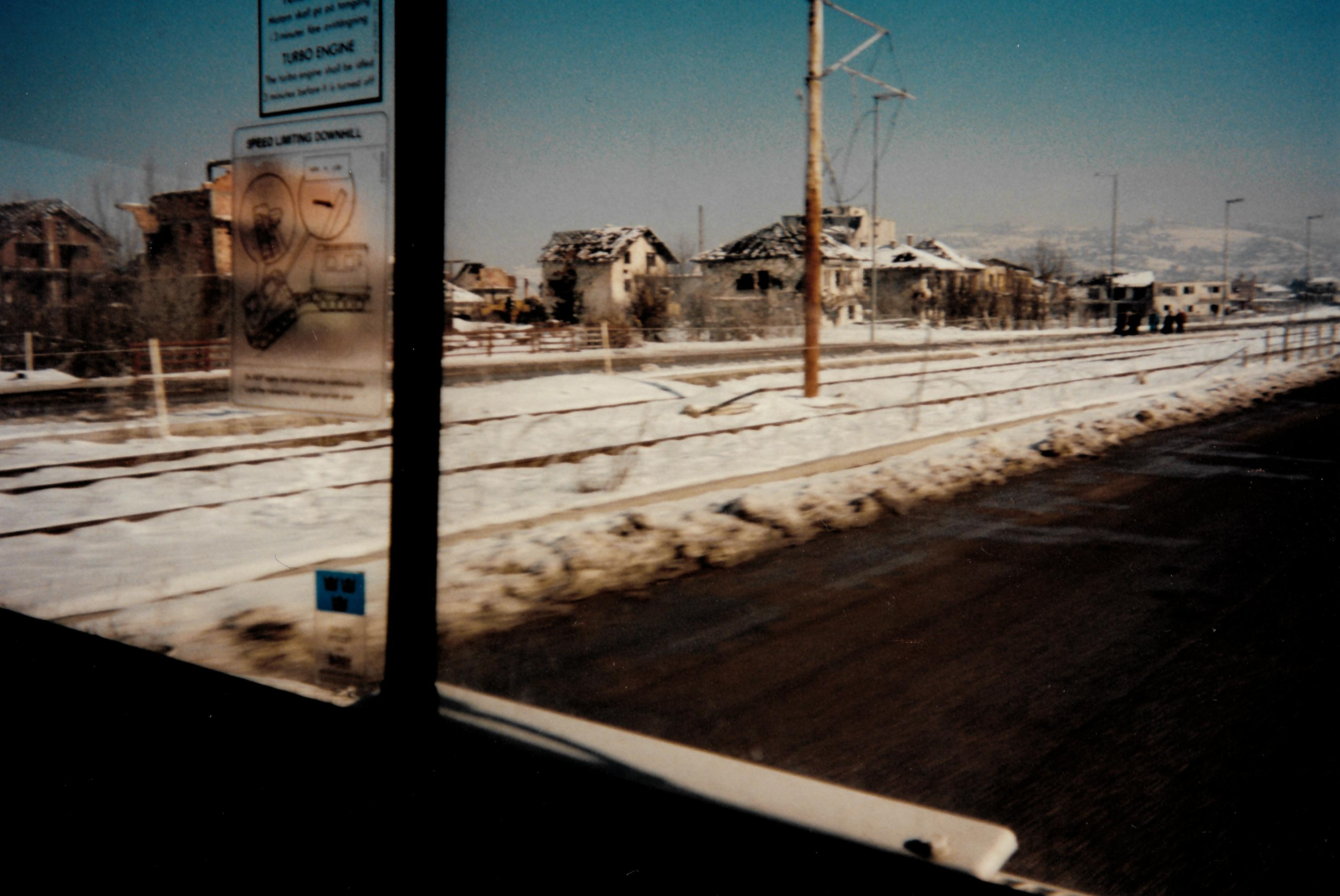
„Aleja Snajperów” w 1996 roku

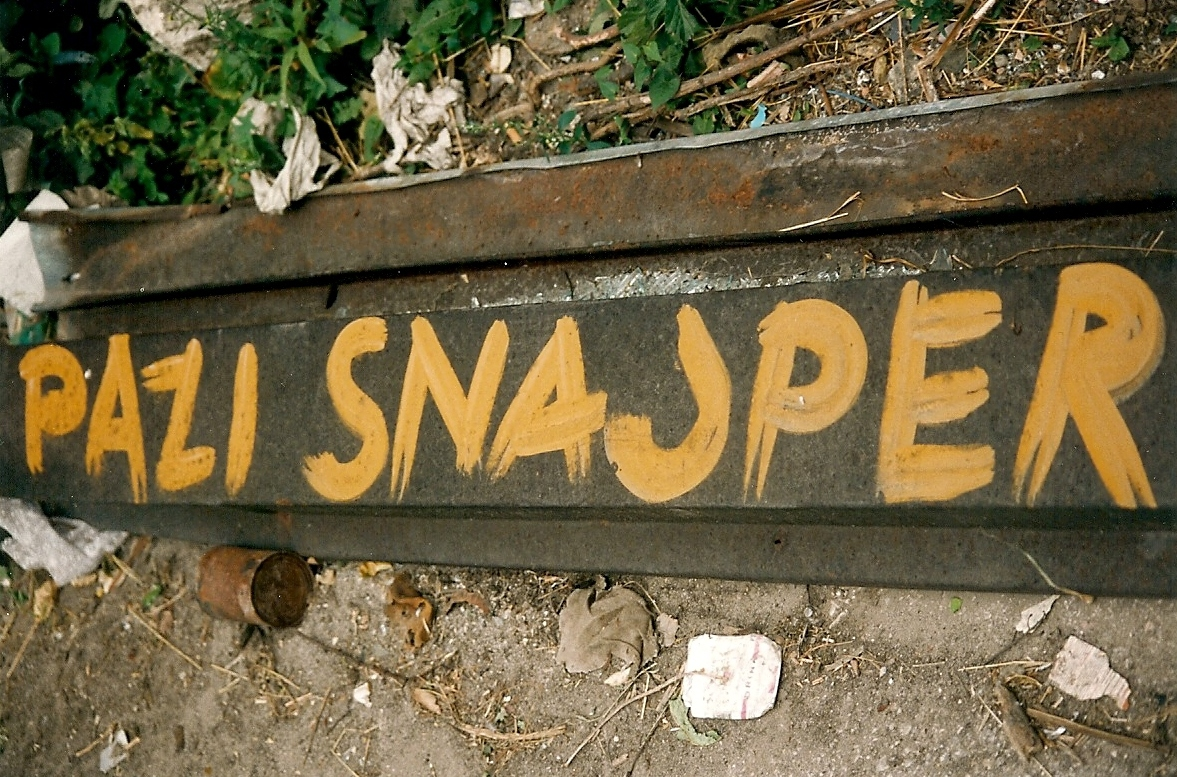
Znak „Pazi – Snajper!” („Uwaga – Snajper!”) w 1996 roku

Aleja Snajperów (oryg. Snajperska aleja / Снајперска алеја) – nieoficjalna nazwa głównej alei w Sarajewie: ulicy Smoka z Bośni (oryg. Zmaja od Bosne / Улица Змаја од Босне), która podczas wojny w Bośni i Hercegowinie (1992–1995) służyła jako przyczółek dla wielu serbskich stanowisk snajperskich. Było to jedno z najniebezpieczniejszych miejsc w mieście. 
Ulica łączy dzielnicę przemysłową ze Starym Miastem i prowadziła do jedynego źródła czystej wody podczas oblężenia. Wzdłuż alei znajduje się wiele wysokich budynków, z których serbscy snajperzy mieli duże pole rażenia. Snajperzy ostrzeliwali Sarajewo także z gór otaczających miasto, skąd mieli widok również na ruch uliczny w stolicy. 
Podczas serbskiego oblężenia, mieszkańcy Sarajewa zmuszeni byli do przemieszczania się z dzielnic ostrzeliwanych przez Serbów. Znaki „Pazi – Snajper!” („Uwaga – Snajper!”) stały się powszechne. Ludzie, chcący przeprawić się przez aleję, często korzystali z  transporterów opancerzonych należących do Organizacji Narodów Zjednoczonych, używając ich jako osłony. Inni przebiegali aleję, licząc, że kule snajperów ich nie dosięgną.
Według danych zebranych w 1995 roku, snajperzy zranili 1030 i zabili 225 ludzi, w tym 60 dzieci.